# Bilan (revista)

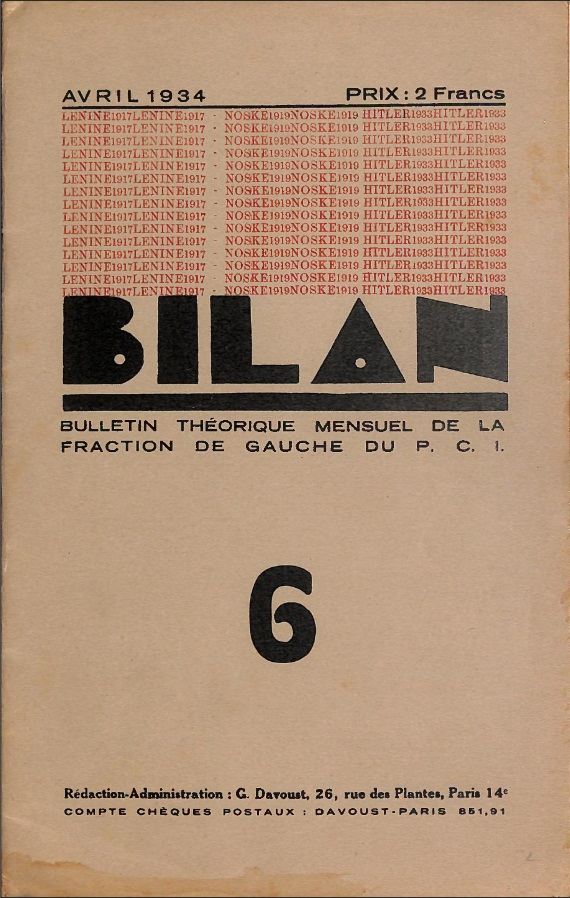
Portada de la revista

La revista Bilan fue un boletín teórico mensual de la Fracción de Izquierda del Partido Comunista Italiano.

## Extrayendo lecciones de pasadas derrotas
Esta revista está ligada a la corriente de la Izquierda Comunista que intenta sacar las lecciones, hacer el "balance", de la contrarrevolución rusa desde el punto de vista del proletariado revolucionario. La nota introductoria del primer número presenta así los objetivos de la revista: “Pretendemos hacer de la revista un órgano de esclarecimiento político y entendimiento de la actual situación social particularmente compleja. "
La revista comenzó a aparecer en noviembre de 1933, finalizando en el número 46 en diciembre de 1938 y pasando a la revista Octubre. En un período oscuro en el que el movimiento obrero retrocede por todos lados, asegura la defensa de los principios proletarios más fundamentales, especialmente el internacionalismo. Pero el puñado de activistas que aseguran la publicación de la revista, en condiciones materiales muchas veces difíciles, tampoco dudan en emprender con método y rigor amplios nuevos análisis teóricos y aclaraciones, ya sea sobre las condiciones de la contrarrevolución. de la marcha a la guerra, el período de transición, la dictadura del proletariado. 

## Un espacio de confrontación política
Con un notable espíritu de apertura, Bilan y la Fracción italiana intentan establecer contacto con los otros grupos proletarios que subsisten aquí y allá, pero sobre la base de rigurosos enfrentamientos políticos. Este será el caso en particular con elementos de la Liga de Comunistas de Bélgica. La reseña siempre se hará eco de estas discusiones o polémicas, como cuando la Fracción se dividió sobre la actitud a adoptar ante los acontecimientos de la España de 1936.
Entre los editores de la revista, debemos citar en la primera fila a Ottorino Perrone (alias Verses), así como a Virgilio Verdaro (alias Gatto Mamone), Jean Mélis (alias Mitchell), Henri Heerbrant (alias Hilden), Adhémar Hennaut, Soep, etc.
La revista también tendrá siempre un lugar en sus columnas para expresar su solidaridad con los militantes internacionalistas víctimas de la contrarrevolución, como Calligaris o Victor Serge.

## «No traicionar»
Lejos de cualquier inmediatismo y descartando las maniobras tácticas de geometría variable en las que a menudo se complacían los grupos trotskistas, Bilan mostró una gran lucidez al analizar la situación de 1933: "el proletariado quizás ya no esté en condiciones de oponerse el triunfo de al revolución al comienzo de una nueva guerra imperialista. Sin embargo, si existen posibilidades de una recuperación revolucionaria inmediata, consisten únicamente en comprender las derrotas pasadas. Quienes se oponen a esta esencial labor de análisis histórico con el tópico de la movilización inmediata de los trabajadores, sólo confunden, impiden la reanudación real de las luchas proletarias. " 
En este difícil contexto, Bilan afirmará en varias ocasiones que la “tarea del momento” es “no traicionar”, para que los logros teóricos del proletariado estén salvaguardados cuando, siguiendo esta obstinada labor de la Fracción, se reformará el Partido Revolucionario.
Bilan desapareció en 1938 Extracto de la presentación de la revista de octubre en el sitio web del Institut Smolny: "Siguiendo a BILAN, la revista de octubre" Revue du Bureau International des Fractions de Gauche "solo conoce 5 números antes de la dispersión de la Fracción. El ritmo mensual, anunciado en el último número de "Bilan", durará sólo 4 meses. Contrario a las esperanzas que se manifestaron entonces, el curso de la guerra imperialista no verá emerger empujes proletarios de la magnitud de los de la Primera Guerra Mundial. , o incluso la formación de fracciones de izquierda en todos los países (ver artículo Bilan desaparece, en Bilan no 46) ”.